# Uladsimir Dsmitruk
Uladsimir Mikalajewitsch Dsmitruk (auch Wladimir Dmitruk; geboren 1987 in Minsk) ist ein belarussischer Opernsänger (Tenor).

## Leben
Dsmitruk studierte an der Molodechno Musikakademie bei Vasilevich Margarita Petrovna, gewann ab 2008 einige Preise und wechselte daraufhin an das Rimski-Korsakow-Konservatorium in St. Petersburg. Zu seinem Repertoire zählen klassische Belcanto-Partien, wie der Herzog von Mantua in Verdis Rigoletto und der Alfredo in dessen La traviata, sowie der Des Grieux in Puccinis Manon Lescaut. Sein erstes Engagement führte ihn an die
Nationaloper Bergen. In der Spielzeit 2013/14 war er am Domingo-Colburn-Stein Young Artist Program an der Los Angeles Opera engagiert und trat in kleineren Rollen von Mozart-, Donizetti- und Britten-Opern auf.
Seit September 2014 ist Dsmitruk – für zwei Spielzeiten – im Jungen Ensemble des Theaters an der Wien engagiert. Am Haupthaus übernimmt er kleinere Partien, in der Dependance Wiener Kammeroper Hauptrollen, wie den Lenski in Tschaikowskis Eugen Onegin oder die Tenor-Partien in Händels Rinaldo, Gassmanns Gli Uccellatori, Ravels Spanischer Stunde oder Poulencs Brüsten des Tiresias.

## Auszeichnungen
- 2008: Internationaler Wettbewerb in Kohtla-Järve, Estland – Erster Preis
- 2008: Oksana Petrusenko-Gesangswettbewerb, Ukraine – Erster Preis
- 2011: Irina Bogacheva International Voice Competition, St. Petersburg – Erster Preis
- 2013: Operalia – Gewinner des CulturArte Prize